# Feuerwehr Heilbronn
Die Feuerwehr Heilbronn ist eine öffentlich-rechtliche Feuerwehr, die zum Kreisfeuerwehrverband Heilbronn gehört. Die Feuerwehr Heilbronn besteht aus einer Berufsfeuerwehr mit 101 Einsatzbeamten, die jährlich über 1.800 Einsätze bewältigt, sowie einer Freiwilligen Feuerwehr, deren ca. 300 Mitglieder in neun Abteilungen aufgeteilt sind. Außerdem hat Heilbronn eine Jugendfeuerwehr mit 91 Mitgliedern. Die einzelnen Feuerwehrhäuser sind über das gesamte Stadtgebiet verteilt, um die gesetzliche Hilfsfrist einzuhalten.

## Geschichte

### Gründung
Die älteste Bürgerinitiative der Neuzeit, die für das Löschen von Feuer und das Retten zuständig war, war das „Freiwillige Lösch- und Rettungs-Corps“ aus dem sächsischen Meißen. In vielen Städten Deutschlands gab es schon eine sehr fortgeschrittene Feuerlöschordnung, die beschrieb, wie man bei Feuer handelt und wie man sich gegen Feuer einsetzt. 1846 wurde in Durlach ebenfalls eine solche Organisation gegründet, die vor allem dazu beitrug, den Karlsruher Theaterbrand im Badischen Staatstheater am 28. Februar 1847 unter Kontrolle zu bekommen. Diese Organisation aus Durlach nannte sich das „Pompier-Corps“. Dieser Brand veränderte das Feuerwehrwesen in Deutschland, denn dadurch wurden viele Feuerwehren erst gegründet, vor allem in Baden-Württemberg. Durch diese Erneuerung entstand am 1. April 1847 auch die Heilbronner Feuerwehr, die durch die Initiative der Stadt Heilbronn ins Leben gerufen wurde.

### Das 19. Jahrhundert
Die Regierung von Württemberg genehmigte 1847 die „Zusammenkunft von Freiwilligen gebildeter Vereine“ und empfahl größeren Gemeinden des Gebietes diesen „Verein“. Mit „Verein“ ist hier eine Freiwillige Feuerwehr gemeint. Somit wurden noch im selben Jahr sechs Spritzenfahrzeuge in Heilbronn gekauft und in Gebrauch genommen. Als 1848 die sogenannte März-Revolution ausbrach, wurden die Feuerwehrleute als Teil der Heilbronner Bürgerwehr ausgerüstet und bewaffnet. Noch im selben Jahr zählte die Feuerwehr Heilbronn 250 Mitglieder. Die Heilbronner Bürgerwehr wurde am 12. Juni 1849 entwaffnet und aufgelöst.
1849 wurde die Feuerwehr zum Pompier-Bataillon unter der Leitung von Marchthaler, der damals Hauptmann war. 1852 beschloss der Gemeinderat eine bessere Organisation für die Feuerwehr und dass alle für Feuerwehrarbeit tauglichen Bürger bis zum 40. Lebensjahr bei der „Pflichtfeuerwehr“ arbeiten müssen. Diese „Pflichtfeuerwehr“ bestand bis 1890.
1872 wurde ein Meilenstein für die Feuerwehrgeschichte gesetzt, denn es gab erstmals Hydranten-Anlagen, die das Löschen erleichterten.

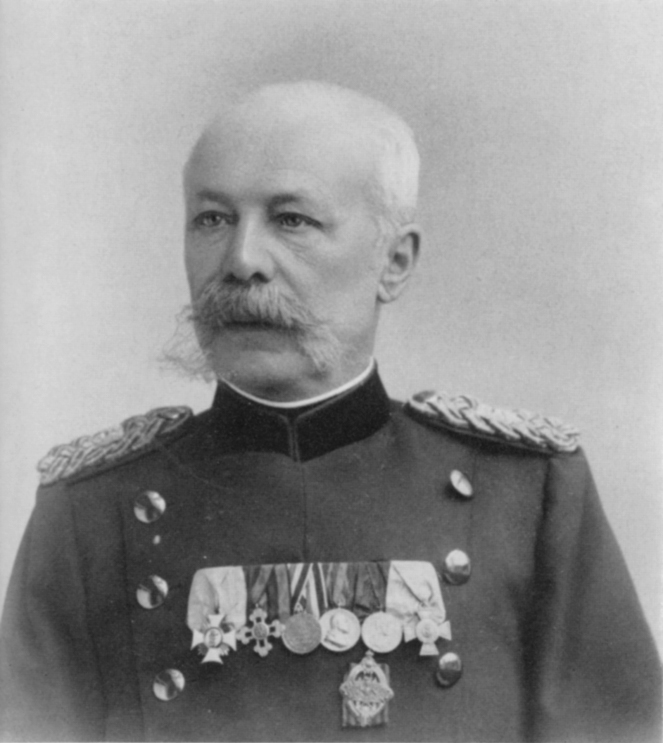
Karl Renner: Feuerwehrkommandant von 1872 bis 1906

In den Jahren 1872 bis 1906 war Karl Renner Feuerwehrkommandant. Unter seiner Führung wurden Brände schneller unter Kontrolle bekommen, insgesamt wurden 229 Brände erfolgreich bekämpft. Daraufhin verbesserte er den Feuerschutz und den Hochwasserschutz, die in schlechtem Zustand waren. Dies hatte zur Folge, dass 1893 eine elektrische Feuermelde- und Alarmanlage mit der Funktion einer Weckerlinie mit vorerst zehn Alarmweckern aufgestellt wurde. 1897 ließ er eine Konstruktion über eine Benzinmotor-Feuerspritze zeichnen, die dann später auch in Kochendorf bei Bachert in Zusammenarbeit mit der Heilbronner Motorenfabrik Klinzinger gebaut wurde.
Auch Renners Nachfolger Gustav Binder (Feuerwehrkommandant von 1906 bis 1933) arbeitete weiter an dem neu aufgestellten Feuerschutz von Karl Renner.

### Die Zeit während des Zweiten Weltkrieges
Anfang des Jahres 1935 wurde die Organisation der Feuerwehr geändert und rationalisiert. Im selben Jahr waren 65 Männer im Dienst. Drei Jahre später wurde die Freiwillige Feuerwehr zu einer Hilfspolizeigruppe umgebildet. Dies erfolgte gemäß dem Reichsfeuerwehrgesetz. Im Jahr 1940 hatte der Zweite Weltkrieg auch Heilbronn erreicht, mit Luftangriffen auf Heilbronn wurde die Heilbronner Feuerwehr gefordert und es zeigte sich, dass die Ausrüstung, die der Feuerwehr zur Verfügung stand, oft nicht ausreichte, um die Brände zu kontrollieren. Ein Problem dabei war die schlechte und langsame Alarmierung. Der Krieg schritt in Deutschland weiter fort, und da es in vielen Städten es einen kriegsbedingten Personalmangel bei der Feuerwehr gab, rückte die Heilbronner Feuerwehr auch nach Stuttgart, Mannheim, Karlsruhe und Pforzheim aus.
Beim Luftangriff auf Heilbronn vom 4. Dezember 1944 tobte ein Feuersturm in der gesamten Innenstadt. Auch die Feuerwache, die bislang am Heilbronner Hafenmarkt untergebracht war, wurde von einer Bombe getroffen, wobei mehr als 80 % der Feuerwehrleute starben. Aufgrund dessen sank die Einsatzfähigkeit der Feuerwehr, wodurch die Brandschäden deutlich zunahmen. Die Feuerwehr wurde daraufhin provisorisch in die Wilhelmstraße umquartiert.

### Nach 1945 bis heute
In der Südstraße wurde begonnen, in einem alten und heruntergekommenen Firmengebäude die Feuerwehr neu einzurichten. Es fehlte an Feuerwehrfahrzeugen, die man mühsam von der Schwäbischen Alb holen und wieder in den gewünschten Zustand bringen musste.
Schließlich wurde 1957 in der Feuerwehr Heilbronn als eine der ersten die Funkalarmierung eingeführt. Noch im selben Jahr beschloss der Gemeinderat einen Neubau auf der Fleiner Höhe in der Beethovenstraße. Am 6. Juni 1959 wurde die neue Feuerwache eingeweiht. Eine zentrale Schlauchwerkstatt wurde später gebaut und eingerichtet. Am 1. April 1971 wurde aus der Freiwilligen Feuerwehr dann erstmals eine Berufsfeuerwehr, wobei die Freiwillige Feuerwehr weiterhin bestand. Innerhalb eines Jahres hatte die Berufsfeuerwehr 41 Mitglieder.
Ab jetzt gab es viele Fortschritte. Die Feuerwehr Heilbronn entwarf 1973 den Prototyp eines Vorausgerätewagens und ein Jahr später wurden die ersten Feuerwehrtaucher ausgebildet, die bei Einsätzen im Wasser eine große Hilfe waren. Im selben Jahr wurde die Atemschutzwerkstatt eingerichtet.
1979 wurde die Kreisalarmierungsstelle bei der Feuerwehr Heilbronn in Betrieb genommen. Kurz vor Weihnachten 1983 wurden die ersten Spatenstiche für die Erweiterung der Hauptwache ausgeführt, die sechs Jahre später eingeweiht und in Betrieb genommen wurde.
1995 fand die Eingliederung des Amts für Zivil- und Katastrophenschutz für die Feuerwehr statt. 1997 feierte die Heilbronner Feuerwehr 150-jähriges Jubiläum. Kurz danach wurde die Jugendfeuerwehr eingeführt, um die Jugend an die Erste Hilfe, aber auch an den Umgang mit Wasser und Feuer zu gewöhnen und ihnen die Arbeiten der Feuerwehr nahe zu bringen. Schließlich wurde 2000 eine neue Spezialrettungsform ausgebildet, die Höhenrettungsgruppe.

## Berufsfeuerwehr der Stadt Heilbronn

### Allgemeines
Die 1971 gegründete Berufsfeuerwehr verfügt über einen Stützpunkt, die sogenannte Hauptfeuerwache, in der Beethovenstraße 29 in Heilbronn. Die 101 Einsatzbeamten rückten im Jahr 2022 zu insgesamt 1.906 Einsätzen aus. Zu den Aufgaben der Berufsfeuerwehr neben der Gefahrenabwehr gehören auch der vorbeugende Brandschutz sowie das Stellen von Brandwachen bei Großveranstaltungen.
Auf dem Gelände der Berufsfeuerwehr ist die Schlauchwerkstatt, die Atemschutzwerkstatt, die Atemschutzübungsanlage sowie die Integrierte Leitstelle des Landkreises Heilbronn.

### Fahrzeuge
Die Feuerwehr Heilbronn besitzt mehrere große Fahrzeughallen. In diesen sind folgende Fahrzeuge zu finden:

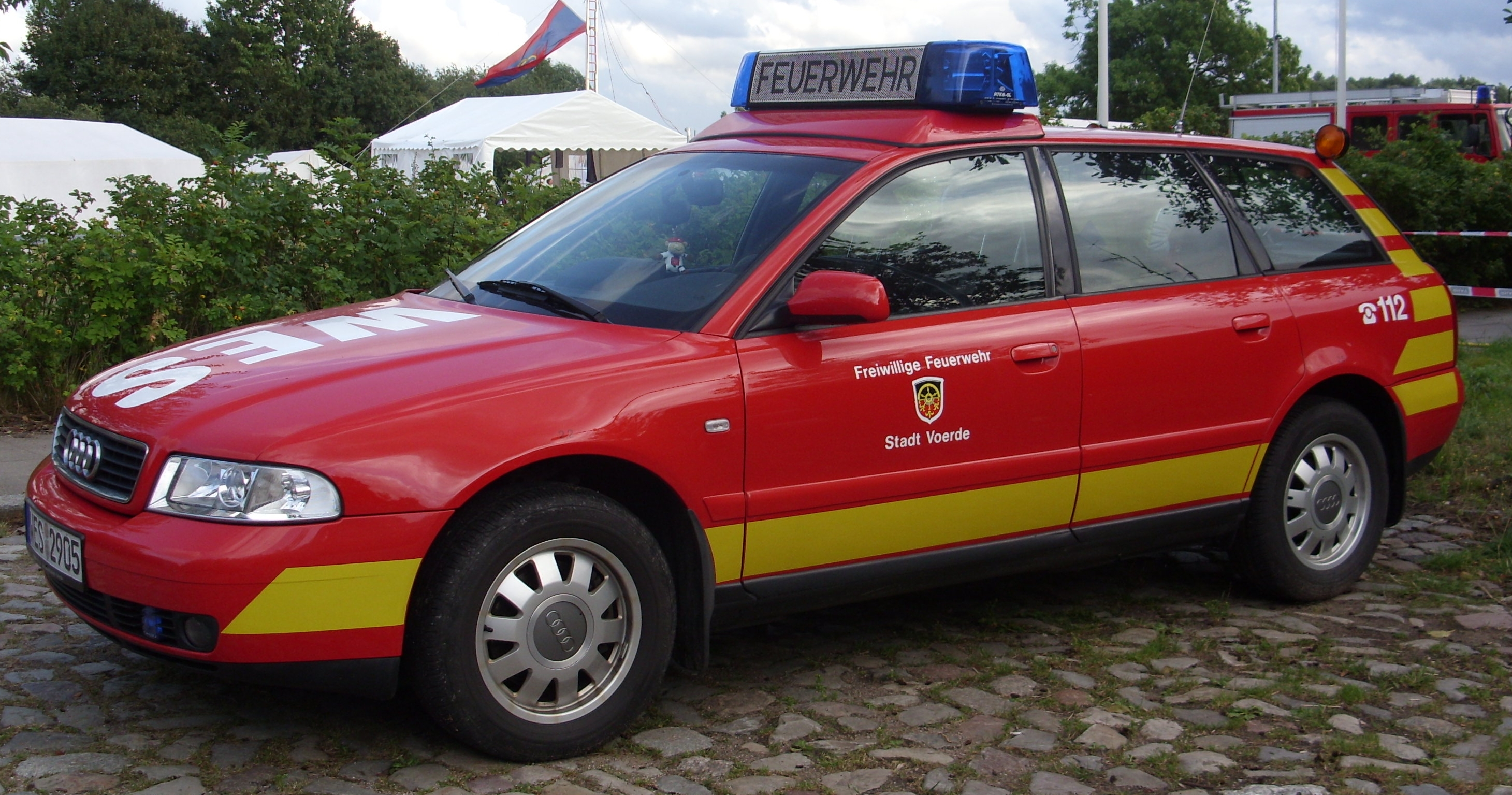
Kommandowagen (KdoW)

Folgende Fahrzeuge sind der Berufsfeuerwehr angehörig, können aber bei Bedarf durch die FF Heilbronn Abt. Heilbronn mit besetzt werden.

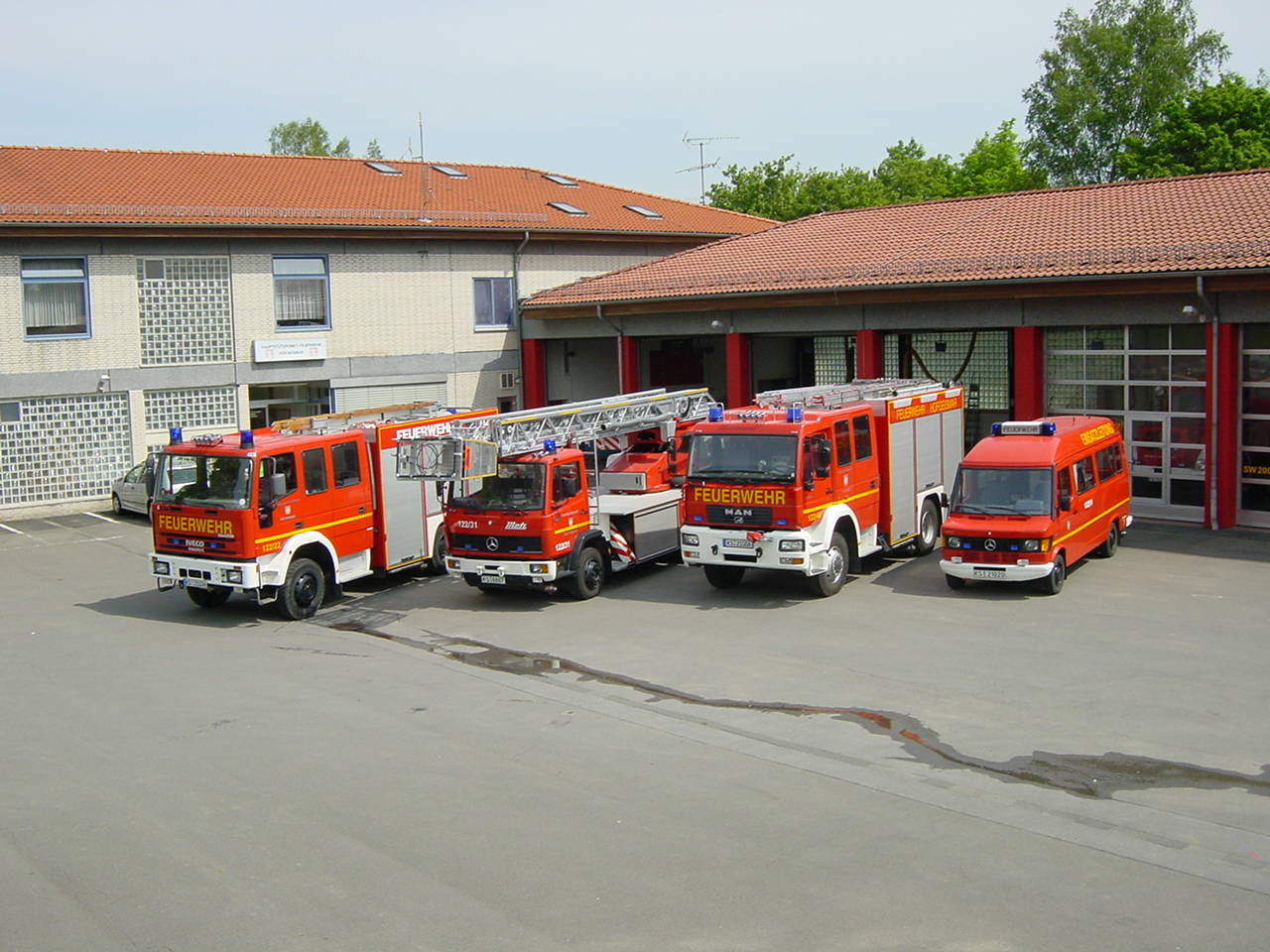
Beispiel eines Standard-Löschzuges. Von links nach rechts: Löschfahrzeug, Drehleiter, Löschfahrzeug, Einsatzleitwagen.

| Anzahl | Fahrzeugtyp                        | Kurzform         |
| ------ | ---------------------------------- | ---------------- |
| 5      | Kommandowagen                      | KdoW             |
| 2      | Einsatzleitwagen 1                 | ELW 1            |
| 2      | Einsatzleitwagen 3                 | ELW 2            |
| 6      | Mannschaftstransportfahrzeug       | MTF              |
| 2      | Drehleiter mit Korb                | DLAK 23/12       |
| 4      | Hilfeleistungslöschgruppenfahrzeug | HLF 20 & 24      |
| 1      | Vorausrüstwagen                    | VRW              |
| 1      | Rüstwagen                          | RW               |
| 1      | Rüstwagen                          | GW-Rüst          |
| 1      | Gerätewagen Gefahrgut              | GW-Gefahrgut     |
| 1      | GW-Umwelt                          | GW-Umwelt        |
| 1      | Gerätewagen Wasserrettung          | GW-Wasserrettung |
| 1      | Gerätewagen Messtechnik            | GW-Mess          |
| 1      | Schlauchtransportwagen             | SW               |
| 4      | Wechselladerfahrzeug               | WLF              |
| 1      | Feuerwehrkran                      | FwK              |
| 1      | Kleineinsatzfahrzeug               | KEF              |
| 2      | Gerätewagen Transport              | GW-T             |
| 2      | Mehrzweckboot                      | MZB              |
| 18     | Abrollbehälter                     | AB               |
| 2      | Pkw                                | Pkw              |
| 1      | FwA Ölsanimat                      | FwA              |
| 2      | Gabelstapler und Kommunalschlepper | -                |

### Züge
Der Löschzug der Berufsfeuerwehr Heilbronn wird rund um die Uhr durch 10 Feuerwehrbeamte (SB) besetzt. Diese teilen sich auf den ELW 1 (1/0/1/2), HLF 20 (0/1/5/6) und die DL(K) 23-12 (0/1/1/2) auf. Tagsüber Mo–Fr wird der Löschzug durch Personal des Tagdienstes der BF um ein weiteres HLF 24 (0/1/5/6) aufgestockt auf 16 Funktionen (AGBF-Standard). An Samstagen wird durch die FF Heilbronn Abteilung Heilbronn dieses Ergänzungs-HLF auf der Hauptfeuerwache fest mit einer Staffel besetzt.
Im Falle eines technischen Hilfeleistungseinsatzes rückt in Heilbronn der Gerätezug aus. Dieser wird durch das Löschzug-Personal der Berufsfeuerwehr im Springer-Verfahren besetzt. So fährt der Zugführer bzw. Einsatzleiter auf dem VRW (1/0/2/3) mit. Das HLF 20 (0/1/2/3) stellt auch das Personal für den RW (0/1/1/2). Die Besatzung der Drehleiter besetzt das erforderliche Sonderfahrzeug WLF (z. B. mit AB-Bahn) oder den Feuerwehrkran (0/1/1/2). Die 6 Angehörigen des Tagdienst-Personals füllen in Anwesenheit das HLF 20 (von 3 auf 6) und den RW (von 2 auf 3) auf und besetzen außerdem das WLF mit dem AB-Kran.
FwK und WLF AB-Kran rücken nur bei Beteiligung eines Lkw mit aus.

### Sondereinheiten
Die Feuerwehr Heilbronn verfügt aktuell über zwei Sondereinheitsgruppen:
- Feuerwehrtaucher
- Fernmeldegruppe

#### Feuerwehrtaucher

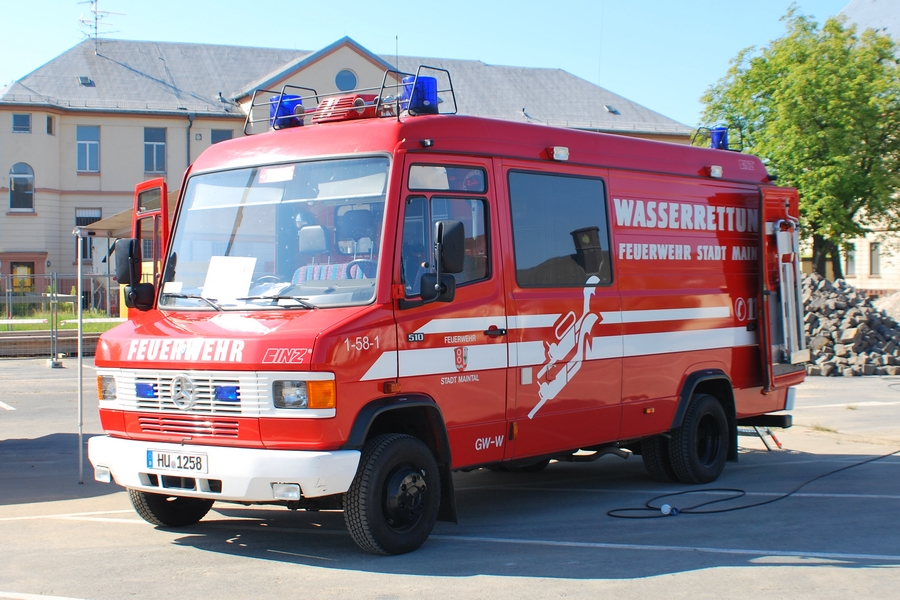
Gerätewagen Wasser (GW-Wasser)

Die ersten vier Taucher der Feuerwehrtauchergruppe Heilbronn wurden 1973 in Stuttgart im „Lehrgang für Jungtaucher“ ausgebildet. Es ist seit 1978 für jeden Berufsfeuerwehrangehörigen Pflicht, an der Taucherausbildung teilzunehmen. Die Heilbronner Tauchergruppe besteht zurzeit aus 53 Tauchern. Sie versehen während der Dienstzeit normalen Einsatzdienst und sind für alle Feuerwehraufgaben einsetzbar. Beim Alarmstichwort „Wasserrettung“ besetzen sie den GW-Wasserrettung und während der Anfahrt wird der Feuerwehrtaucher ausgerüstet. Er ist dann bei der Ankunft an der Einsatzstelle tauchbereit.

#### Fernmeldegruppe
Es gibt eine Fernmeldegruppe in Heilbronn. Sie wurde 1997 gegründet und 2011 neu strukturiert. Sie besteht aus sechs Angehörigen der Berufsfeuerwehr und 20 Personen der Abteilung Klingenberg.

#### Ehemalige Höhenrettungsgruppe
Von Juni 2000 bis Juni 2019 verfügte die Heilbronner Feuerwehr über eine eigene Höhenrettungsgruppe. Nach Auflösung der Gruppe stehen die ehemaligen Höhenretter beratend bei Einsätzen zur Verfügung. Die Höhenrettung wird seither von der Feuerwehr Stuttgart oder der Feuerwehr Mannheim übernommen.

### Kommandanten
Bis zum Jahr 1850 gab es noch keine Kommandanten, sondern Hauptmänner, die im Grunde nach dieselben Aufgaben hatten.
Es gab insgesamt elf Kommandanten und zwei Hauptmänner:
| Amtszeit  | Kommandant |
| --------- | --- |
| 1847–1848 | Werkmeister Cluß senior                                                                                                |
| 1848–1850 | Louis de Millas |
| 1850–1858 | Gemeinderat Albrecht                                                                                                   |
| 1858–1872 | Georg Kieß |
| 1872–1906 | Karl Renner |
| 1906–1933 | Gustav Binder (Gustav Binder wurde später Ehrenbürger und Vorsitzender des württembergischen Landesfeuerwehrverbandes) |
| 1933–1945 | Alfred Faber |
| 1945–1958 | Ernst Haag |
| 1958–1959 | Michael Mergel |
| 1959–1972 | Alfred Stäbler (Alfred Stäbler wurde später zum Ehrenkommandanten ernannt)                                             |
| 1972–1996 | Klaus Würker |
| 1996–2000 | Hartmut Strigel |
| 2000–2020 | Eberhard Jochim |
| ab 2020   | Fabian Müller |

## Freiwillige Feuerwehren der Stadt Heilbronn
Die Freiwillige Feuerwehr Heilbronn besteht aus neun Abteilungen, die jeweils auf die Stadtteile und Stadtgebiete verteilt sind. Die Freiwillige Feuerwehr Heilbronn besteht aus etwa 300 Feuerwehrangehörigen.

### Abteilung Heilbronn-Kernstadt
Koordinaten: 49° 7′ 38,9″ N, 9° 13′ 3,2″ O

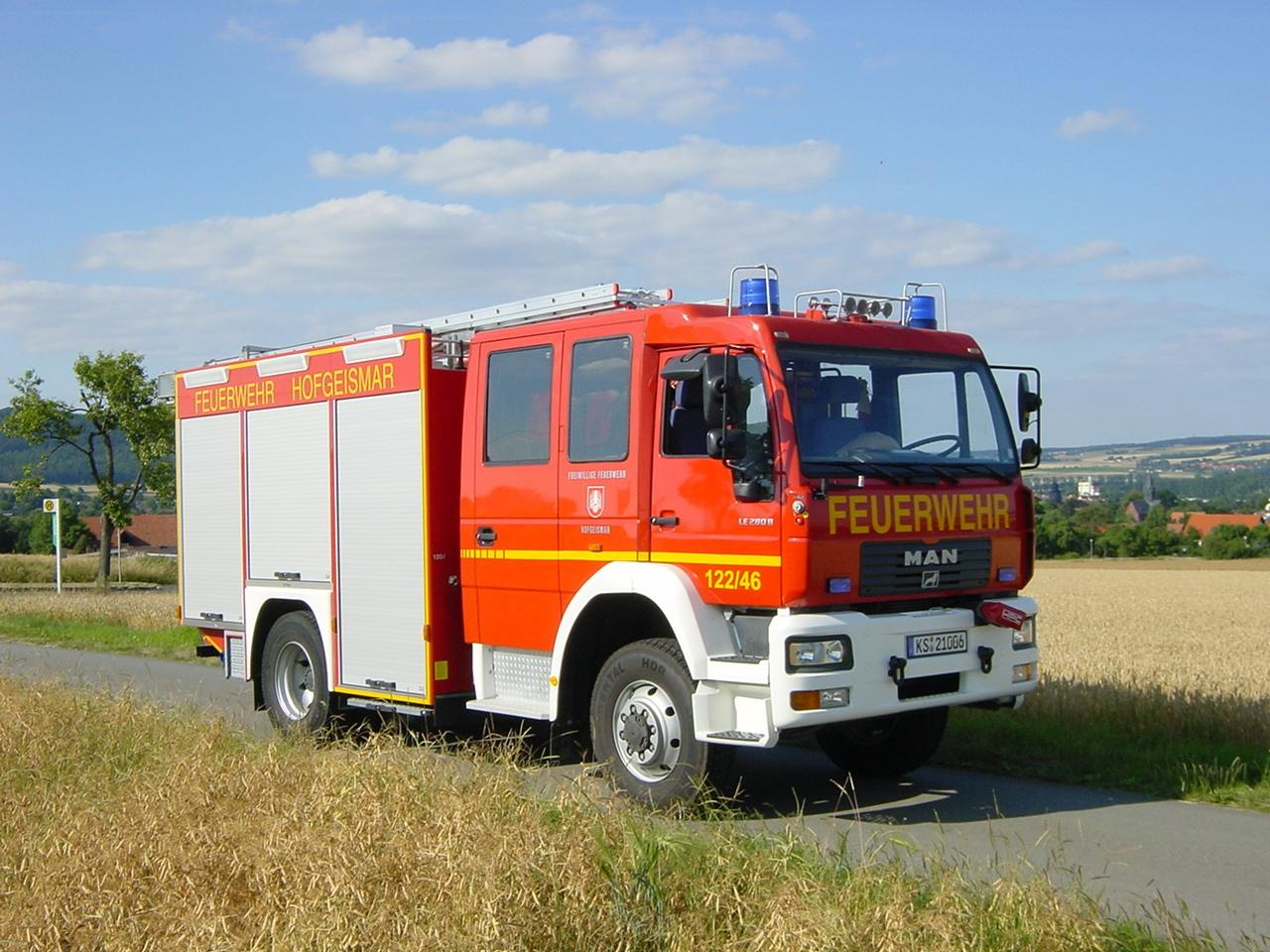
Hilfeleistungslöschgruppenfahrzeug (HLF16-12)

Die Abteilung Heilbronn-Kernstadt ist Abteilung 1. Sie ist die größte Abteilung, sowohl von der Personalstärke als auch der Fahrzeuganzahl. Die Freiwillige Feuerwehr wurde 1847 gegründet und ist somit die älteste Abteilung. Die Freiwillige Feuerwehr ist gemeinsam mit der Berufsfeuerwehr in einer Feuerwache untergebracht. Offiziell zugehörig sind folgende Fahrzeuge. Bei Bedarf werden oben genannte Fahrzeuge der Berufsfeuerwehr mit besetzt.
Fahrzeuge:
| Anzahl | Fahrzeugtyp                              | Kurzform                 |
| ------ | ---------------------------------------- | ------------------------ |
| 1      | Mannschaftstransportfahrzeug             | MTF                      |
| 2      | Mannschaftstransportfahrzeug             | MTF Rettungshundestaffel |
| 1      | Drehleiter mit Korb                      | DLA(K) 23-12             |
| 2      | Hilfeleistungslöschgruppenfahrzeug 20/16 | HLF 20/16                |
| 1      | Löschgruppenfahrzeug 10                  | LF 10                    |
| 1      | Rüstwagen                                | GW-Rüst                  |
| 4      | Wechselladerfahrzeug                     | WLF                      |
| 2      | Gerätewagen Transport                    | GW-T                     |
| 1      | Gerätewagen Licht                        | GW-Licht                 |

### Abteilung Heilbronn-Böckingen

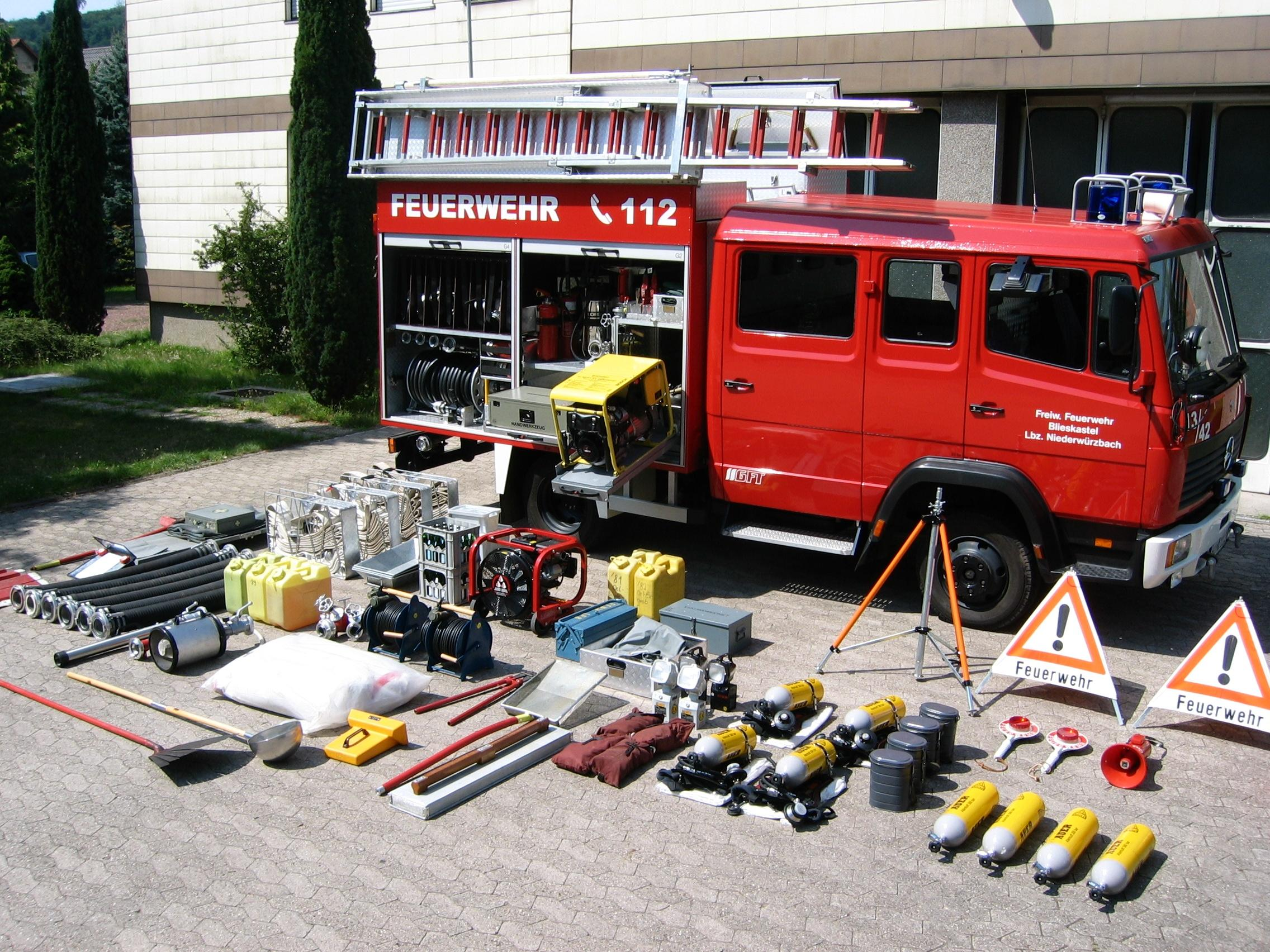
Diesen Typ und diese Ausrüstung des Löschgruppenfahrzeugs findet man in Böckingen

Die Abteilung Heilbronn-Böckingen ist Abteilung 2. Da Böckingen der größte Stadtteil mit über 21.300 Einwohnern von Heilbronn ist, besitzt er eine größere Freiwillige Feuerwehr. Die Feuerwehr wurde 1854 gegründet. Es besteht eine Personalstärke (aktiv) von 47 Personen. Folgende Fahrzeuge sind in Böckingen stationiert:
| Anzahl | Fahrzeugtyp                  | Kurzform |
| ------ | ---------------------------- | -------- |
| 1      | Löschgruppenfahrzeug         | LF 20/16 |
| 1      | Schlauchwagen 2000           | SW 2000  |
| 1      | Löschgruppenfahrzeug         | LF 8/6   |
| 1      | Mannschaftstransportfahrzeug | MTF      |

### Abteilung Heilbronn-Neckargartach
Die Abteilung Heilbronn-Neckargartach ist die Abteilung 3 und besteht aus ungefähr 21 Aktiven. Die Freiwillige Feuerwehr ist also, anders als in Böckingen, eine normal besetzte Feuerwehr. Sie wurde ein Jahr später als die in Böckingen gegründet, 1885. Folgende Fahrzeuge sind in Neckargartach zu finden:
| Anzahl | Fahrzeugtyp                  | Kurzform |
| ------ | ---------------------------- | -------- |
| 1      | Mannschaftstransportfahrzeug | MTF      |
| 1      | Löschgruppenfahrzeug 16/12   | LF 16/12 |
| 1      | Löschgruppenfahrzeug 8/6     | LF 8/6   |

### Abteilung Heilbronn-Sontheim
Die Abteilung Heilbronn-Sontheim ist die Abteilung Nummer 4 und insgesamt arbeiten hier 20 Leute mit. Sie ist eine normal besetzte Feuerwehr und wurde vor Böckingen und Neckargartach 1877 gegründet und ist somit eine der ältesten Freiwilligen Feuerwehren in Heilbronn.:
| Anzahl | Fahrzeugtyp                  | Kurzform |
| ------ | ---------------------------- | -------- |
| 1      | Mannschaftstransportfahrzeug | MTF      |
| 1      | Löschgruppenfahrzeug 10      | LF 10    |
| 1      | Schlauchwagen 2000           | SW 2000  |

### Abteilung Heilbronn-Klingenberg
Die Abteilung Heilbronn-Klingenberg ist Abteilung Nummer 5 und hier gibt es 29 Aktive. Die Feuerwehr wurde vermutlich zwischen 1910 und 1920 gegründet. Sie ist somit die jüngste Feuerwehr auf dem Stadtgebiet Heilbronn. Es sind in Klingenberg folgende Fahrzeuge stationiert:
| Anzahl | Fahrzeugtyp                  | Kurzform |
| ------ | ---------------------------- | -------- |
| 1      | Mannschaftstransportfahrzeug | MTF      |
| 1      | Löschgruppenfahrzeug 8/6     | LF 8/6   |

### Abteilung Heilbronn-Kirchhausen

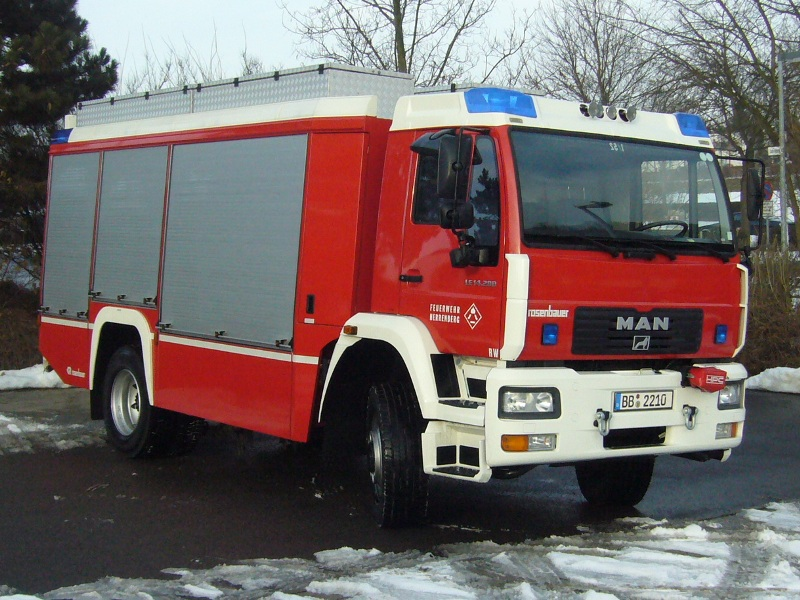
Der Rüstwagen, wie er in Kirchhausen eingesetzt wird, ist in Heilbronn eher selten zu finden

Die Abteilung Heilbronn-Kirchhausen ist Abteilung 6. Hier sind 27 Leute aktiv. Die Feuerwehr wurde 1880 gegründet. In Kirchhausen sind vergleichbar viele Fahrzeuge zu finden. Man findet diese hier:
| Anzahl | Fahrzeugtyp                           | Kurzform   |
| ------ | ------------------------------------- | ---------- |
| 1      | Mannschaftstransportfahrzeug          | MTF        |
| 1      | Löschgruppenfahrzeug 8/6              | LF 8/6     |
| 1      | Hilfeleistungslöschgruppenfahrzeug 10 | HLF 10     |
| 1      | Gerätewagen Dekontamination Personal  | GW-Dekon-P |

### Abteilung Heilbronn-Biberach
Die Abteilung Heilbronn-Biberach ist die 7. Abteilung und gehört zu den größten in Heilbronn und im Landkreis. Mit ihren 60 Mitgliedern ist sie die zweitgrößte Feuerwehr nach Personalstärke. Sie wurde allerdings erst 1886 gegründet. Die Personalgröße spiegelt sich auch in der Anzahl der Fahrzeuge wider. Folgende vier Fahrzeuge findet man in Biberach:
| Anzahl | Fahrzeugtyp                           | Kurzform  |
| ------ | ------------------------------------- | --------- |
| 1      | Hilfeleistungslöschgruppenfahrzeug 10 | HLF 10    |
| 1      | Hilfeleistungslöschgruppenfahrzeug 20 | HLF 20    |
| 1      | Mannschaftstransportfahrzeug          | MTF       |
| 1      | Drehleiter mit Korb                   | DLK 23/12 |

### Abteilung Heilbronn-Frankenbach
Die Abteilung Heilbronn-Frankenbach ist die 8. Abteilung und gehört zu den kleinsten in Heilbronn. 25 Mitglieder verrichten hier ehrenamtliche Arbeit. Für den sechstgrößten Stadtteil der Stadt Heilbronn benötigt jedoch Frankenbach nicht mehr Einsatzkräfte. In Frankenbach sind dieselben Fahrzeuge zu finden wie in Kirchhausen, Neckargartach und Sontheim:
| Anzahl | Fahrzeugtyp                      | Kurzform |
| ------ | -------------------------------- | -------- |
| 1      | Mannschaftstransportfahrzeug     | MTF      |
| 1      | Löschgruppenfahrzeug 8/6         | LF 8/6   |
| 1      | Löschfahrzeug Katastrophenschutz | LF-KatS  |

### Abteilung Heilbronn-Horkheim
Die Abteilung Heilbronn-Horkheim ist die letzte Abteilung der insgesamt neun der Freiwilligen Feuerwehr in Heilbronn. Obwohl Horkheim ein kleinerer Stadtteil als Frankenbach ist, genau genommen der siebtgrößte Stadtteil, hat Horkheim mehr Einsatzkräfte als Frankenbach und sämtliche andere Stadtteile Heilbronns. In Horkheim sind 19 Mitglieder zu finden:
| Anzahl | Fahrzeugtyp                      | Kurzform |
| ------ | -------------------------------- | -------- |
| 1      | Mannschaftstransportfahrzeug     | MTF      |
| 1      | Löschfahrzeug Katastrophenschutz | LF-KatS  |
| 1      | Monitoranhänger                  | FwA-SWW  |

## Jugendfeuerwehr
In der Jugendfeuerwehr Heilbronn sind 91 Jungen und Mädchen im Alter von 10 bis 17 Jahren aus dem Stadtkreis Heilbronn. Dort spielen sie Feuerwehrspiele, lernen Themen der Ersten Hilfe, machen Übungen aber auch Funkausfahrten und das Kennenlernen der Fahrzeuge kommt nicht zu kurz. Ebenso werden viele Freizeitaktivitäten unternommen. Jedes Jahr erfolgt eine Leistungsprüfung, die ähnlich den Bundesjugendspielen der Schulen ist, doch sich auf Feuerwehrthemen bezieht (Leistungsspange und Bundeswettbewerb der Deutschen Jugendfeuerwehr).